# Zmartwychwstanie Offlanda
Zmartwychwstanie Offlanda – polska komedia na podstawie opowiadania Aleksandra Dumasa, syna.

## Główne role
- Wanda Koczeska – żona Offlanda
- Andrzej Antkowiak – Offland Helton
- Ryszard Barycz – Frazer
- Piotr Pawłowski – doktor Lilus